# Jörg Windorf

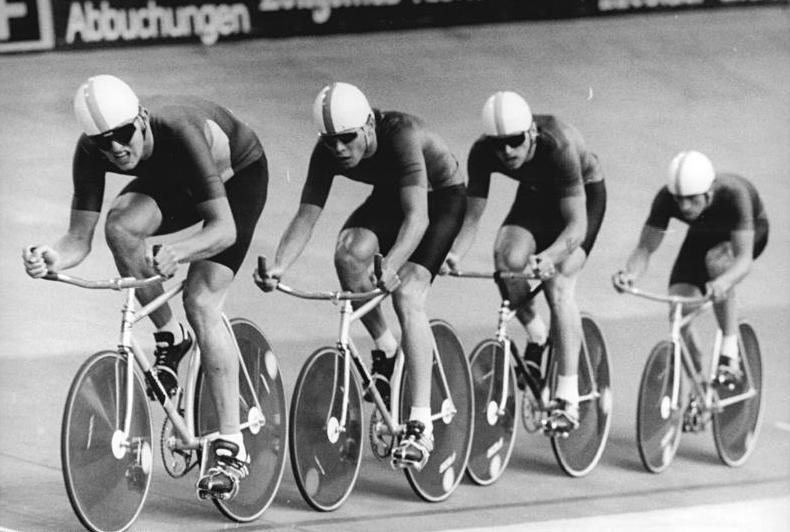
Jörg Windorf (erster von rechts) im Jahr 1989

Jörg Windorf (* 12. Februar 1964) ist ein ehemaliger deutscher Radsportler und DDR-Meister im Radsport.

## Sportliche Laufbahn
Jörg Windorf startete für den SC Turbine Erfurt. 1982 gewann er den Titel in der Einerverfolgung bei den DDR-Meisterschaften der Jugend in der Altersklasse 16–18 Jahre. Im Finale schlug er dabei Carsten Wolf. Windorf wurde 1985, 1989 und 1990 DDR-Meister in der Mannschaftsverfolgung. In dieser Disziplin konnte er 1984 und 1985 Vize-Meister mit dem Bahnvierer des SC Turbine Erfurt werden. Von den traditionsreichen Bahnrennen in der Werner-Seelenbinder-Halle in Berlin konnte er 1985 die 1001-Runde (mit Michael Stück als Partner) mit neuem Bahnrekord gewinnen. 1988 waren beide Fahrer auch beim Sechstagerennen (6 Tage um den Preis der Jungen Welt) an gleicher Stelle erfolgreich. Windorf gehörte zu den besten Bahnverfolgern der DDR, er war mehrfach im Viertelfinale bei den DDR-Meisterschaften, schaffte es aber nie zu den Bahnradsport-Weltmeisterschaften. Bei den DDR-Meisterschaften im Punktefahren wurde er 1987 Zweiter, 1984 Dritter. Wie alle DDR-Bahnfahrer startete auch er häufig bei Straßenrennen. So nahm er auch mehrfach an der DDR-Rundfahrt teil, wobei sein bestes Ergebnis 1987 Platz 53 war. 1986 gewann er das renommierte ungarische Radrennen Grand Prix Cycliste de Gemenc. 1990 wechselte er zur TSV Erfurt, später zum RV 1893 Schleusingen.